# 네빌 롱보텀
네빌 롱보텀(Neville Longbottom)은 해리 포터 시리즈의 등장 인물이다.

## 소개
해리 포터보다 하루 먼저 7월 30일에 태어났다. 그의 부모인 프랭크 롱보텀과 앨리스 롱보텀은 오러였으나 벨라트릭스 래스트랭에게 당한 크루시아투스 저주로 인해 결국 미쳐버렸다. 그런 이유로 그는 할머니와 함께 살게 되었고 1991년 9월 1일 해리포터, 헤르미온느 그레인저, 론 위즐리 등의 학생들과 함께 호그와트 마법학교에 입학했다.
처음에는 매사에 서투르고 소심해 자주 놀림을 받고 덤벙대며 건망증이 심한 모습의 어린아이였으나 시간이 지나며 적극적인 성격으로 성장한다.
1997년 해리 포터가 없어진 호그와트에서 죽음을 먹는 자인 교수들 아미쿠스 캐로우, 알렉토 캐로우에게 대항하기 위해 지니 위즐리, 루나 러브굿과 함께 덤블도어의 군대(D.A)을 모집하였고 호그와트 전투에서는 고드릭 그리핀도르의 검으로 내기니를 죽인다. 약초학에 재능이 있어 후에 호그와트 약초학 교수가 된다.
1980년 7월 30일에 태어났고 순수 혈통이다. 해너 애벗(Hannah Abbott)의 남편이자 프랭크 롱보텀(Frank Longbottom)과 앨리스 롱보텀(Alice Longbottom)의 아들이다. ‘덤블도어의 군대’의 일원이었다. 트릴로니 교수의 예언에 부합하는 2명 중 한 명이다. 부모님은 네빌 롱보텀이 1살 때 볼드모트(Lord Voldemort)가 보낸 벨라트릭스 래스트랭(Bellatrix Lestrange)이 쓴 크루시아투스 저주(고통을 주는 용서받지 못 할 저주)로 인해 결국 미쳐버려 정신병동에 입원하여, 할머니의 손에서 키워졌다. 얼굴이 동그랗다. 어수룩하고 잘 울먹거리며 부끄러움을 많이 타고 소극적이지만 가끔씩 놀라운 용기를 보여준다. 다소 건망증이 있다. (D.A.에서 패트로누스 마법을 연습할 때 어려움을 겪는 것도 이 때문이었다.) 진정한 그리핀도르로 인정받아 기숙사를 배정하는 마법 모자에서 고드릭 그리핀도르의 칼을 뽑을 수 있는 사람이다.
가족들은 오랫동안 네빌이 스큅이라고 생각했고 증조부인 앨지 롱보텀(Algie Longbottom)은 네빌 롱보텀에게서 계속 마법을 끌어내려고 애썼다. 8살 때까지 어떤 마법도 보이지 않다가 앨지 롱보텀이 네빌 롱보텀의 발목을 잡고 이층 창문에 매달다 실수로 떨어트렸는데 다치지 않고 정원으로 살짝 뛰어내리는 마법을 보이게 되었다. 앨지 롱보텀은 네빌 롱보텀이 호그와트에 입학하자 두꺼비 트래버(Trevor)를 사줬다.